# Leiocassis herzensteini
Leiocassis herzensteini är en fiskart som först beskrevs av Berg, 1907.  Leiocassis herzensteini ingår i släktet Leiocassis och familjen Bagridae. Inga underarter finns listade i Catalogue of Life.